# Margherita Zalaffi
Margherita Zalaffi est une épéiste et fleurettiste italienne née le 7 avril 1966 à Sienne.

## Carrière
L'escrimeuse italienne participe à l'épreuve de fleuret par équipe lors des Jeux olympiques d'été de 1988 à Séoul et remporte la médaille d'argent olympique avec ses coéquipières Annapia Gandolfi, Lucia Traversa, Dorina Vaccaroni et Francesca Bortolozzi-Borella. Aux Jeux olympiques d'été de 1992 à Barcelone, elle décroche la médaille d'or de fleuret par équipe avec Giovanna Trillini, Diana Bianchedi, Francesca Bortolozzi-Borella et Dorina Vaccaroni, et se classe cinquième de l'épreuve de fleuret individuelle. Elle concourt aux Jeux olympiques d'été de 1996 à Atlanta ; elle est médaillée d'argent olympique dans l'épreuve d'épée par équipe avec Laura Chiesa et Elisa Uga et se classe quatrième de l'épreuve individuelle d'épée.

## Palmarès
- Coupe du monde d'escrime
  -  Médaille d'or au tournoi d'escrime de Marseille 1992